# Clássico do Carvão
O Clássico do Carvão é o maior clássico de futebol da cidade de Criciúma, no estado de Santa Catarina. Este reúne os dois maiores time da cidade. Tem esse nome justamente pela cidade onde estão situados, a cidade de Criciúma, também conhecida como a capital do carvão, tem a maior indústria carbonífera do país, o Próspera surgiu a partir dos operários de uma dessas minas de carvão, enquanto o Criciúma foi fundado meses depois, a partir de um grupo de jovens da cidade.
Teve grande notoriedade nos anos 80, com diversos confrontos entre os dois nessa época. No começo dos anos 90 o Criciúma teve grande notoriedade nacional, enquanto o Próspera teve baixo desempenho e frequentou as divisões estaduais inferiores nas décadas seguintes, tendo inclusive deixado de disputar competições profissionais durante esse período. O confronto voltou a ser realizado após 12 anos no Catarinense de 2021, e o Próspera teve sua primeira vitória sobre o rival desde 1987.
O confronto tem três títulos nacionais, todos conquistados pelo tigre. (Série C 2006 e Série B 2002 e Copa do Brasil 1991)

## Estatísticas
| Estatística do Clássico     | |
| Número de jogos             | 27                                                                                                 |
| Vítórias do Criciúma        | 17                                                                                                 |
| Empates                     | 7                                                                                                  |
| Vitórias do Próspera        | 3                                                                                                  |
| Gols marcados pelo Criciúma | 42                                                                                                 |
| Gols marcados pelo Próspera | 16                                                                                                 |
| Maior goleada               | Criciúma 4 x 0 Próspera - 9 de março de 1989                                                       |
| Última Partida              | Criciúma 0 x 1 Próspera (Campeonato Catarinense de Futebol de 2021 - Série A, 31 de março de 2021) |

## Títulos
Quadro comparativo
| Competições                                 | Criciúma | Próspera |
| ------------------------------------------- | -------- | -------- |
| Copa do Brasil                              | 1        | 0        |
| Brasileirão Série B                         | 1        | 0        |
| Brasileirão Série C                         | 1        | 0        |
| Campeonato Catarinense                      | 12       | 0        |
| Campeonato Catarinense - Série B            | 1        | 1        |
| Campeonato Catarinense - Série C            | 0        | 2        |
| Copa Santa Catarina                         | 1        | 0        |
| Taça Governador do Estado de Santa Catarina | 8        | 0        |
| Total                                       | 22       | 3        |

## Fonte
- «Criciúma x Próspera»